# Roman Klinc
Roman Klinc ist ein ehemaliger slowenischer Biathlet.
Roman Klincs größter internationaler Erfolg und Karrierehöhepunkt war die Teilnahme an den Biathlon-Weltmeisterschaften 1990 in Minsk. Er 31. des Einzels und 16. des Sprints. Mit Boštjan Lekan, Aleksander Grajf und Jure Velepec wurde er im Staffelrennen Achter und im Mannschaftsrennen Zehnter, womit er an zwei der besten Resultate im jugoslawischen Biathlonsport beteiligt war.